# ۲۲ ژوئیه (فیلم)
۲۲ ژوئیه یک فیلم درام براساس حملات ۲۰۱۱ در نروژ به کارگردانی پل گرینگرس محصول سال ۲۰۱۸ است. این فیلم توانست در بخش اصلی هفتاد و پنجمین دوره جشنواره بین‌المللی فیلم ونیز حضور پیدا کند.